# Монетный тип Дюпре
Данный монетный тип назван по имени гравёра Огюстена Дюпре.
На аверсе монеты изображён Геркулес, после победы над Немейским львом между аллегориями Республики во фригийском колпаке и Юстиции. По краю монеты девиз Свобода - Равенство - Братство.
На реверс монет этого типа изображены ветви дуба, переплетённые с ветвями оливы, и знаки монетного двора Французской республики. Историческая монета экю была предшественником 5-франковой серебряной монеты, была заменена 28 термидора III года (15 августа 1795 года).
Монетный тип Дюпре использовался во Второй республике с 1848 года и Третьей республике с 1870 года на монетах в 5 франков. Тип воссоздан в Пятой республике на номиналах 10 франков и 50 франков, а также на памятной монете 5 франков 1996 года, 10 евро (серебро), 100 евро (золото) и 1000 евро (золото) дизайнера Xоакина Хименеса.

## Таблица эмиссии
| Год         | Номинал    | Диаметр | Вес  | Металл          | Тираж      | Комментарии                                |
| ----------- | ---------- | ------- | ---- | --------------- | ---------- | ------------------------------------------ |
| 1795 — 1802 | 5 франков  | 37 мм   | 25 г | серебро 900     | 21 247 401 | надпись «Union et Force»                   |
| 1848 — 1849 | 5 франков  | 37 мм   | 25 г | серебро 900     | 51 925 769 | надпись «Liberté-Égalité-Fraternité»       |
| 1870 — 1877 | 5 франков  | 37 мм   | 25 г | серебро 900     | 72 769 818 |                                            |
| en 1871     | 5 франков  | 37 мм   | 25 г | серебро 900     | 256 410    |                                            |
| 1964 — 1973 | 10 франков | 37 мм   | 25 г | серебро 900     | 39 122 400 | с 1964 в обращении                         |
| 1974 — 1980 | 50 франков | 41 мм   | 30 г | серебро 900     | 48 332 200 |                                            |
| 1996        | 5 франков  | 29 мм   | 10 г | медно-никелевая | 4 976 213  | памятная 200 лет франку                    |
| 2011        | 100 евро   | 47 мм   | 50 г | серебро         | 50 000     | Геркулес модернизирован Xоакином Хименесом |
| 2011-2012   | 1000 евро  | 39 мм   | 20 г | золото          | 10 000     | Геркулес модернизирован Xоакином Хименесом |
| 2011-2012   | 5000 евро  | 45 мм   | 75 г | золото          | 2 000      | Геркулес модернизирован Xоакином Хименесом |

Выпуск монет в 10 франков был прекращён, в результате того что в начале 1973 года выросли цены на серебро. В 1973 году 10 франковая монета из серебра была заменена на медно-никелевую монету в 50 франков.